# Stadium (Torino)
Lo Stadium fu un grande edificio polifunzionale di Torino, utilizzato prevalentemente per uso sportivo, costruito nel 1911, al limite del quartiere Crocetta, proprio accanto alla vecchia Piazza d'Armi. Fu progettato dall'architetto Eugenio Vittorio Ballatore di Rosana, dall'ingegner Carlo Ceppi e dall'ingegner Ludovico Gonnella e in seguito dismesso e demolito nel 1946.
La struttura vantò molteplici primati: è stato considerato all'epoca in assoluto il più grande stadio d'Italia e uno dei più grandi al mondo mai realizzati, più vasto addirittura dei coevi stadi di Atene e di Londra. Oltre a essere stato il primo stadio di Torino, fu anche il primo d'Italia a essere dotato di un impianto di illuminazione elettrica e a essere realizzato in cemento armato.
L'impianto occupava una vastissima area compresa tra gli attuali corso Duca degli Abruzzi, corso Einaudi, corso Castelfidardo e corso Montevecchio, dove attualmente sorgono alcuni edifici residenziali, la sede del Politecnico, quella dell'istituto tecnico "G. Sommeiller" e del liceo scientifico "Galileo Ferraris".

## Storia

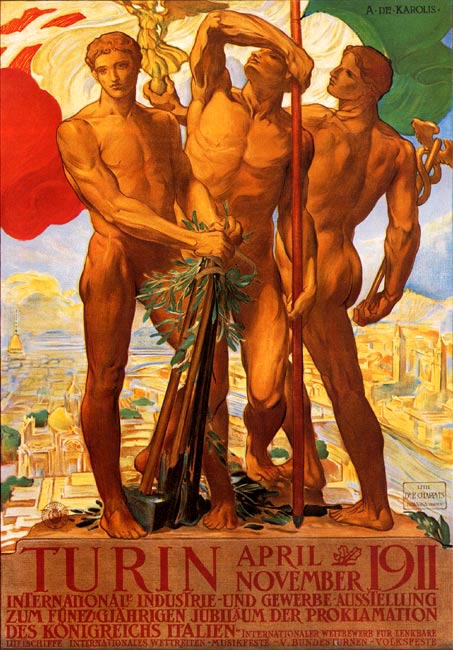
Il manifesto dell'esposizione del 1911.

Fino al XIX secolo una delle attività sportive più popolari era il pallone elastico che, a Torino come nelle maggiori città d'Italia, era praticato nei vari sferisteri. Tuttavia, verso la fine dell'Ottocento si diffuse il calcio e Torino fu la prima città d'Italia in cui si formarono delle federazioni sportive ben distinte di questo nuovo sport importato dalla Gran Bretagna.
La sua crescente popolarità rese necessaria la presenza di adeguati spazi e dal 1872 la nuova piazza d'armi, compresa tra gli attuali corsi Galileo Ferraris, Einaudi, Castefidardo e Montevecchio, divenne luogo prediletto per praticarlo pubblicamente.

Questa collocazione esistette fino ai primi anni del Novecento e, insieme al velodromo "Umberto I", fu il luogo dove nacque il calcio agonistico del capoluogo piemontese.

### La genesi del progetto e l'inaugurazione
Costruito in concomitanza dell'Esposizione Internazionale di Torino del 1911, svoltasi al parco del Valentino in occasione del cinquantenario dell'Unità d'Italia, lo Stadium venne realizzato interamente con fondi privati confluiti nella S.A.E.S. - Società Anonima Esercizio Stadium presieduta dall'onorevole Carlo Compans de Brichanteau de Challant. Esso sorgeva su un'area attigua alla piazza d'armi e rappresentò il primo impianto sportivo della città a vocazione polifunzionale; la grande enfasi con la quale venne accolto il progetto e la rapidità con cui fu realizzato malgrado la vastità della struttura, gli valsero l'affermazione di «grande attrattiva dell'esposizione del 1911».

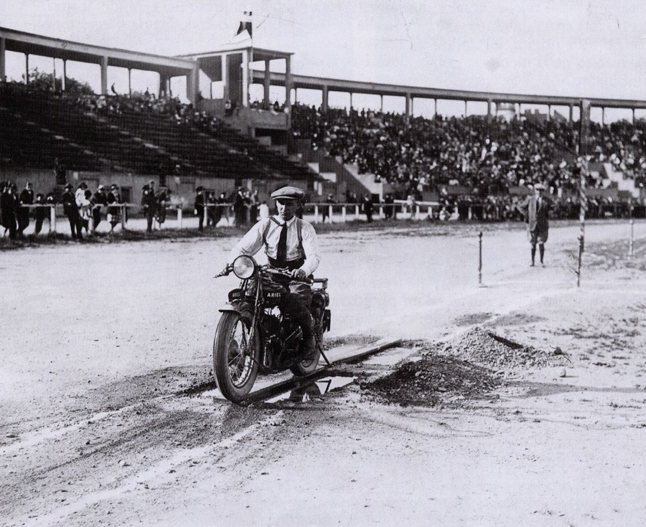
Un'immagine di una competizione motociclistica degli anni venti.

Il cantiere fu caratterizzato da tempi rapidi e in soli dieci mesi si conclusero i lavori. L'impianto fu sontuosamente inaugurato il 29 aprile 1911, ospitando la serata d'onore a seguito dell'inaugurazione dell'Esposizione Internazionale di Torino, con la rappresentazione di un saggio ginnico eseguito da seimila allievi delle scuole municipali di Torino, alla presenza delle autorità e del re Vittorio Emanuele III.

### Le rappresentazioni
Lo Stadium rappresentò un primo esempio di spettacolarizzazione degli eventi sportivi e, date le grandi dimensioni e la versatilità della struttura, divenne presto consueto luogo di svolgimento anche dei maggiori eventi pubblici della città per i primi trent'anni del Novecento.
A seguito dei fasti inaugurali dell'Esposizione Internazionale di Torino, nella primavera del 1911 la struttura ospitò svariate competizioni ginniche nazionali e internazionali con partecipazioni definite, a detta del Corriere della Sera, superiori a quelle dei Giochi Olimpici, seguite da un concorso militare a cui parteciparono tutti i corpi del Regio Esercito. Il 27 maggio dello stesso anno si svolse il Concorso ippico internazionale, mentre nel 1913 e nel 1915 lo Stadium fu teatro di due vittorie della nazionale italiana di calcio. Nello stesso 1913 il complesso fu interamente affittato dalla Savoia Film, una delle maggiori case di produzione cinematografica torinesi del tempo, per girarvi In hoc signo vinces, un colossal di 3 000 metri diretto da Nino Oxilia e per il quale vennero scritturati come comparse numerosi operai in sciopero, il che provocò qualche tensione sociale.

Un'immagine del Carosello storico sabaudo svoltosi allo Stadium nel 1928. Sullo sfondo si nota il palco reale.

Al contrario, nel complesso furono poche le competizioni calcistiche che vi si svolsero: oltre al succitato paio di incontri della nazionale azzurra, lo Stadium ospitò appena due partite di campionato dei maggiori club locali, la Juventus e il Torino. Le dimensioni così vaste della struttura, infatti, si rivelarono il suo maggior difetto; tale inconveniente si rese più evidente specialmente per le partite di calcio, il cui pubblico, seduto sui lontani spalti, riscontrava notevoli problemi di visibilità.
Nel periodo del primo conflitto mondiale l'austerità economica impose una drastica riduzione di tutte le celebrazioni pubbliche e lo Stadium venne temporaneamente requisito dalle autorità militari: si dovette attendere la primavera del 1922, dopo non poche proteste, per riottenerne l'apertura al pubblico. Tuttavia, nel 1927, la città si interrogò sul futuro dello Stadium e, alla luce delle problematiche dovute alle grandi dimensioni e alle ingenti spese di manutenzione, Maurizio Roccarino, presidente del nuovo ente di gestione Società Stadium Nazionale, iniziò a considerare l'opportunità di restituire l'intera struttura al Comune di Torino.
Dagli anni 1920, infatti, le due principali squadre di calcio cittadine si erano nel frattempo dotate di altri impianti sportivi, il Campo Juventus per i Bianconeri e lo stadio Filadelfia per i Granata, più adatti alle loro esigenze; inoltre nel decennio seguente il fascismo promosse l'ulteriore realizzazione a Torino del nuovo stadio Municipale (poi Comunale dal secondo dopoguerra, e Olimpico dal 2006). In questo contesto, da allora lo Stadium venne utilizzato quasi esclusivamente per ospitare i più svariati eventi pubblici tra cui: gare di pallone elastico, serate pirotecniche, corride, corse ciclistiche e motociclistiche, gare automobilistiche, mostre d'arte, mostre di cani, circhi equestri, rappresentazioni teatrali, celebrazioni militari e religiose, proiezioni cinematografiche estive, addirittura una singolare caccia al cinghiale e poi alcuni eventi espositivi, tra cui il primo Salone della Meccanica del 1923 e il Carosello storico sabaudo del 2 giugno 1928, svoltosi in occasione del quarto centenario della nascita di Emanuele Filiberto di Savoia.

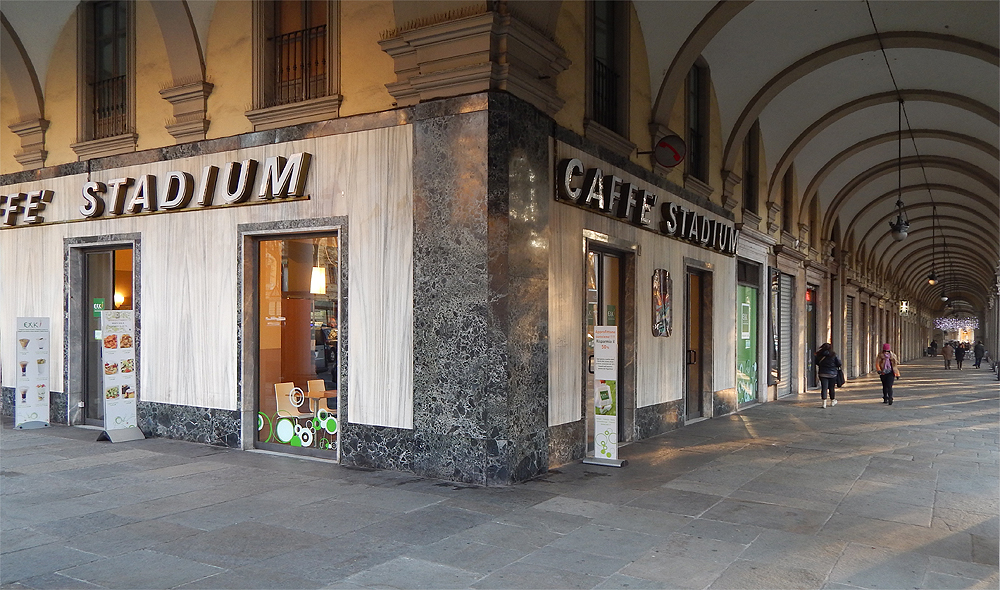
I locali del Gran Caffè Stadium riconvertiti ad altro utilizzo sotto i portici di corso Vittorio Emanuele II, angolo corso Vinzaglio. L'insegna recante il nome storico è stata preservata e conservata.

### Il progressivo abbandono e la demolizione
Nel 1930 lo Stadium venne acquisito dal Comune di Torino ma, dopo essersi interrogati a lungo sul suo riutilizzo, cadde presto in disuso e fu definitivamente chiuso nel 1938. La decisione venne presa al termine di una combattuta seduta del Consiglio comunale in cui il consigliere Adamo Levi affermò: 
Durante la seconda guerra mondiale fu nuovamente adibito a scopi militari e nel 1946 venne infine demolito. L'area restò inutilizzata fino al 1951, quando venne lottizzata per edificare l'attuale area residenziale, gli edifici dell'istituto "G. Sommelier", del liceo scientifico "G. Ferraris" e la nuova sede della Facoltà di Ingegneria del Politecnico.

## Caratteristiche

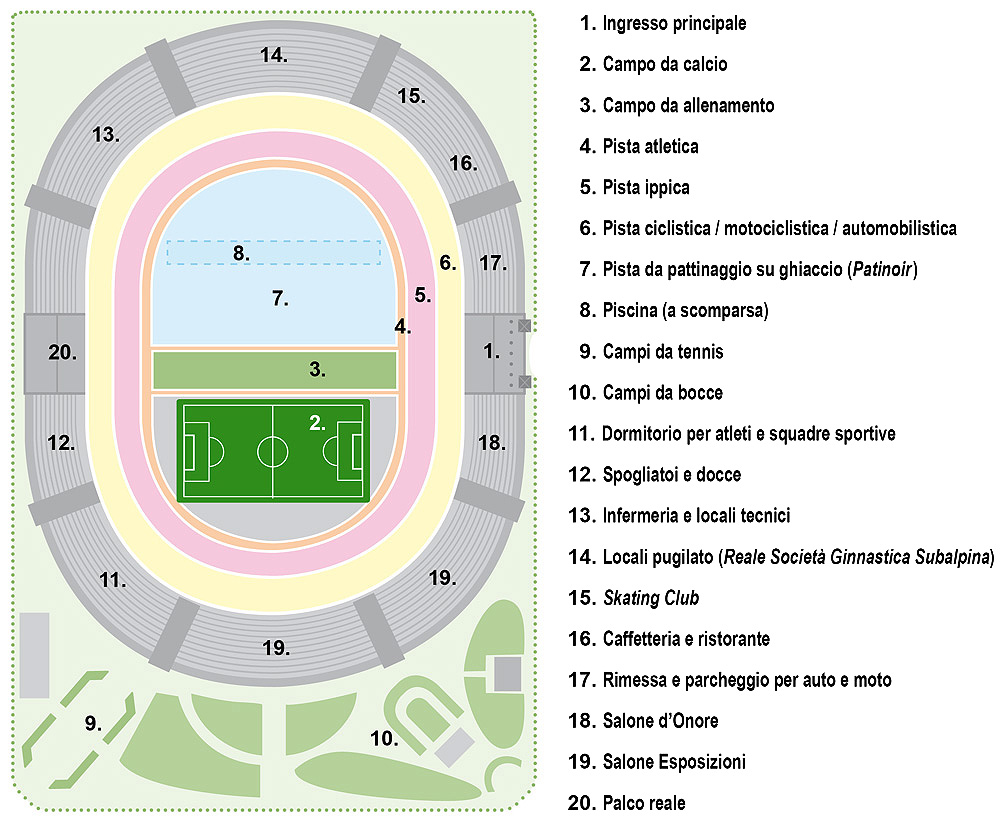
Una schematica planimetria esemplificativa dello Stadium.

Progettato dagli architetti Vittorio Eugenio Ballatore di Rosana e Carlo Ceppi, in collaborazione con l'ingegner Ludovico Gonella, fu costruito dall'Impresa Edile PorchedduIn stile eclettico, con un apparato decorativo ispirato all'architettura greco-romana e sculture allegoriche di Giovan Battista Alloati.
L'edificio era caratterizzato da soluzioni d'avanguardia: fu uno dei primissimi esempi di largo uso del cemento armato secondo il Systéme Hennebique, di cui l'impresa torinese dell'ingegner Giovanni Antonio Porcheddu fu la prima licenziataria italiana e passò alla storia anche per essere il primo stadio d'Italia a essere dotato di illuminazione elettrica; un altro suo primato era infine l'estensione complessiva della struttura, la cui intera area comprendeva circa 100 000 m².
La struttura a pianta ellittica presentava dimensioni imponenti: 361 metri di lunghezza per 204 metri di larghezza e un'area interna di oltre 73 000 m². L'ingresso principale era segnalato da due monumentali obelischi ed era posto sul lato lungo affacciato su corso Vinzaglio ma vi erano altri otto accessi secondari lungo tutto il perimetro. I due emicicli, divisi in dieci settori, ospitavano un palco reale, posto sul lato lungo opposto all'ingresso, e gradinate su cui, ogni tre scalini, era fissata una fila di sedili in legno, per un totale di 15 file. Complessivamente poteva ospitare oltre 40 000 posti a sedere e 30 000 in piedi e in cima agli spalti vi era anche un camminamento coperto da cui si poteva ammirare il panorama della città e dell'arco alpino circostante.
L'arena centrale, di circa 47 000 m², era suddivisa in due parti eguali: la prima metà ospitava un campo da calcio regolamentare e un attiguo campo per l'allenamento, l'altra metà era invece attrezzata per allestire una pista di pattinaggio su ghiaccio e comprendeva anche una piscina con trampolino mobile che poteva essere completamente svuotata e coperta. Attorno all'arena vi erano tre piste concentriche: una per gare di atletica, una per quelle ippiche e una, la più esterna, per gare ciclistiche.
Sotto le campate degli spalti trovavano posto un grande numero di locali che ospitavano la palestra utilizzata dalla Reale Società Ginnastica di Torino, svariate sale destinate ad altre discipline sportive come scherma, ginnastica artistica, pugilato e una serie di altri locali: spogliatoi, docce, infermeria, una caffetteria con ristorante, sale da buffet, scuderie, autorimessa, magazzini, vani tecnici e anche un dormitorio per gli atleti delle squadre sportive da 5.000 posti letto.
Esternamente la struttura era circondata da un'aiuola recintata che percorreva tutto il perimetro e, sul lato corto affacciato su corso Peschiera, vi era un'ampia area verde che ospitava campi da tennis e da bocce.

## Eventi

### Calcio

#### Incontri della nazionale italiana
Lo Stadium è stato sede di tre incontri amichevoli della nazionale di calcio dell'Italia: il 1º maggio 1913 contro il Belgio, terminato 1-0 in favore degli Azzurri; il 29 marzo 1914 contro la Francia, terminato 2-0 in favore dei padroni di casa; il 31 gennaio 1915 contro la Svizzera, terminato 3-1 per l'Italia.

### Tennis
- Coppa Davis (1931).